# Musa bint Nasser al-Missned

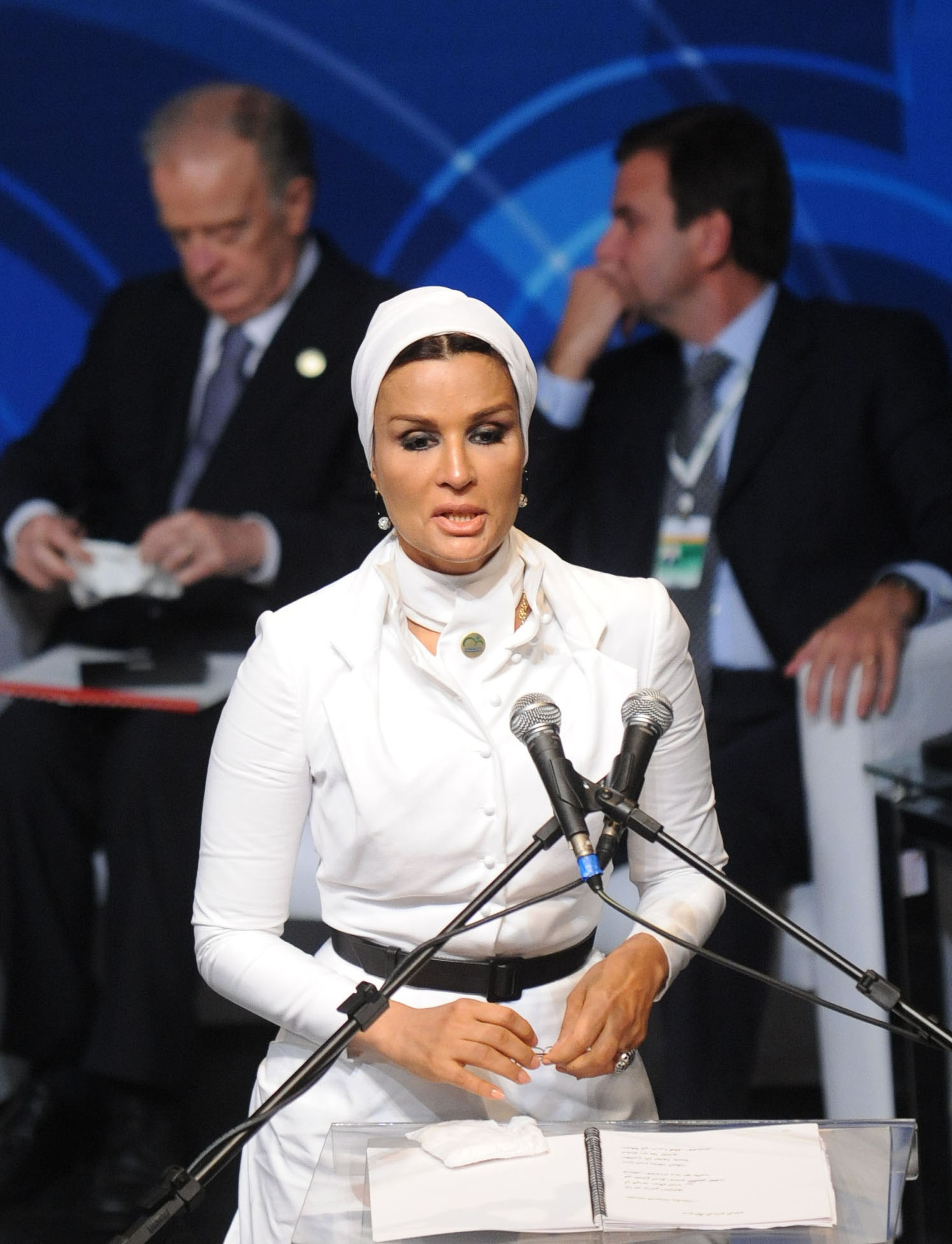
Musa bint Nasser al-Missned, 2010

Scheicha Musa bint Nasser al-Missned (arabisch موزا بنت ناصر المسند, DMG Mūzā bt. Nāṣir al-Musnad; * 8. August 1959 in Al-Chaur) ist die zweite von drei Ehefrauen von Hamad bin Chalifa Al Thani, Emir von Katar bis 2013.

## Leben
Sie wurde in der katarischen Küstenstadt Al-Chaur in eine bekannte Kaufmannsfamilie geboren. Ihr Vater, der sich mit dem damaligen Emir Chalifa bin Hamad Al Thani überwarf, lebte mit der Familie zeitweilig in Ägypten und Kuwait. Der Sohn des Emirs bemühte sich in Verhandlungen um die Rückkehr der Familie und heiratete die 18-jährige Musa 1977. Bint Nasser erhielt 1986 einen Abschluss in Soziologie von der Universität von Katar. Ihr Mann löste seinen autokratischen Vater in einem unblutigen Staatsstreich 1995 als Emir von Katar ab.
Musa bint Nasser ist seitdem Vorsitzende der Qatar Foundation und seit 1998 Präsidentin des Obersten Rates für Familie. Zudem ist sie Vizepräsidentin des Obersten Rates für Bildung sowie des Obersten Rates für Gesundheit. 2003 wurde sie von der UNESCO zur Sonderbeauftragten für Bildung berufen und ist seit 2010 im UN-Beirat für die Millenniums-Entwicklungsziele für Bildung zuständig sowie seit 2012 im Lenkungsausschuss der UN-Global Education First Initiative. Sie setzt sich mit ihrer Stiftung, der Qatar Foundation for Education, Science and Community Development (QF) für einen Wandel Katars zu einer Wissensgesellschaft ein. Sie gilt als treibende Kraft bei der Errichtung der Education City Katars.
Die Entscheidung Katars, 2011 im arabischen Frühling die libyschen Rebellen zu unterstützen, wird auf ihren Einfluss zurückgeführt. Ihre öffentliche Sichtbarkeit und ihr bestimmender Einfluss auf Politik und wirtschaftliche Entscheidungen des Landes sind sehr ungewöhnlich für einen Golfstaat. Einige ihrer Vorschläge – etwa, Englisch zur Hauptsprache der Universität von Katar zu machen – haben zu Protesten geführt und wurden teilweise zurückgenommen. Seit der Machtübergabe ihres Mannes an ihren Sohn 2013 trat sie in den Hintergrund.
Sie erhielt eine Reihe von Auszeichnungen, Ehrendoktorwürden und ist seit Juni 2009 Mitglied der Académie des Beaux-Arts des Institut de France.
Mit ihrem Ehemann hat sie sieben Kinder, darunter den derzeitigen Emir Katars Tamim bin Hamad Al Thani und Al Mayassa bint Hamad bin Khalifa Al-Thani.

## Werke
- Globalizing Education and Educating the Globe. The Case for Human Development and Education in Arab Societies. A Lecture Given at the Sheldonian Theatre, Oxford on 18 March 2005. Oxford Centre for Islamic Studies, Oxford 2005.